# Nicolae și Alexandra
Nicolae și Alexandra (1971, în engleză Nicholas and Alexandra) este un film biografic regizat de Franklin J. Schaffner după un scenariu de Edward Bond[*]. În rolurile principale au interpretat actorii Michael Jayston și Janet Suzman.
A fost produs de studiourile Horizon Pictures și a avut premiera la 13 decembrie 1971, fiind distribuit de Columbia Pictures. Coloana sonoră a fost compusă de Richard Rodney Bennett[*]. 
Cheltuielile de producție s-au ridicat la 9 milioane de dolari americani și a avut încasări numai din vânzări de 7 milioane de dolari americani.

## Distribuție
Au interpretat actorii:
Familia Regală (imperială)
- Michael Jayston - Nicolae al II-lea, țarul
- Janet Suzman - Alexandra, soția sa, țarina.
- Roderic Noble - Alexei, fiul lor, țareviciul.
- Ania Marson - Olga, mezina țarului.
- Lynne Frederick - Tatiana, a doua fiică a țarului.
- Candace Glendenning - Maria, a treia fiică a țarului.
- Fiona Fullerton - Anastasia, cea mai mică fiica a țarului.
- Harry Andrews - Nicolai, unchiul țarului.
- Irene Worth - Dagmar a Danemarcei (Maria Feodorovna), regina mamă.

Casa Regală  (imperială)
- Tom Baker - Grigori Rasputin
- Jack Hawkins - Vladimir, Ministrul Curții Imperiale
- Timothy West - Dr. Botkin, medicul Curții
- Jean-Claude Drouot - Gilliard, elvețian, profesor de limba franceză al copiilor țarului
- John Hallam - Nagorny, un tânăr marinar care este garda personală fidelă a lui Alexis
- Guy Rolfe - Dt. Sergei Fidorov, chirurgul Curții Imperiale
- John Wood - Col. Kobylinsky, cel care i-a prins pe Romanovi.
- Katharine Schofield - Tegleva, doica.

Oameni de stat
- Laurence Olivier - Contele Witte, Prim-ministrul Rusiei
- Michael Redgrave - Sazonov, ministrul de externe
- Eric Porter - Stolîpin, Prim-ministrul numit după Witte
- Maurice Denham - Kokovțov, Prim-ministrul după Stolypin
- John McEnery - Kerenski, al doilea prim-ministru al Guvernului provizoriu rus, chiar înainte ca bolșevicii lui Lenin să cucerească puterea
- Gordon Gostelow - Gucikov, ministrul de război al Guvernului provizoriu rus
- Ralph Truman - Rodzianko, președinte al Dumei

Revoluționării
- Michael Bryant - Lenin, conducător al bolșevicilor.
- Vivian Pickles - Krupskaia, soția lui Lenin
- Brian Cox - Troțki
- James Hazeldine - Stalin
- Ian Holm - Iakovlev, politician și revoluționar vechi bolșevic rus
- Alan Webb - Iurovski
- Stephen Greif - Martov, om politic și ideolog socialist rus, de naționalitate evreu; liderul menșevicilor
- Steven Berkoff - Pankratov (ru)
- Leon Lissek - Avadeiev
- David Giles - Goloșiokin (Филипп Голощёкин)

Alte personaje
- Roy Dotrice - Generalul Alekseev
- Richard Warwick - Marele Duce Dimitri Pavlovici, vărul țarului.
- Martin Potter - Prințul Iusupov, unul dintre asasinii lui Rasputin.
- Vernon Dobtcheff - Dr. Stanislaus de Lazovert, unul dintre asasinii lui Rasputin.
- Curt Jürgens - Georg Sklarz, consulul german în Elveția.
- Julian Glover - Gheorghi Gapon, preot și conducătorul protestului muncitorilor.
- Alexander Knox - Elihu Root, ambasadorul american.
- Ralph Neville - George Buchanan, ambasadorul britanic.
- George Rigaud - Maurice Paléologue, ambasadorul francez.
- John Shrapnel - Petia, un proletari transformat în bolșevic.
- Diana Quick - Sonia, soția lui Petia.
- John Forbes-Robertson - Colonel Voikov